# Cecilia Wikström
Cecilia Karin Maria Wikström (født 17. oktober 1965) er siden 2009 svensk medlem af Europa-Parlamentet, valgt for Liberalerna (indgår i parlamentsgruppen ALDE).
- Wikimedia Commons har flere filer relateret til Cecilia Wikström